# Роган, Том
Том Ро́ган (род. 8 февраля 1986, Лондон, Великобритания) — американский политический журналист, эксперт и комментатор.

## Биография
Родился 8 февраля 1986 года в Лондоне.
Окончил школу святого Иоанна в Лизерхеде.
Получил бакалавра гуманитарных наук по полемологии в Королевском колледже Лондона, магистра естественных наук по ближневосточной политике в Школе востоковедения и африканистике Лондонского университета. Также получил диплом о высшем образовании со специализацией в области права в Колледже права.
Несмотря на то, что он вырос в Великобритании, Роган переехал в США и принял американское гражданство, где он ранее проходил производственную практику в Вашингтоне во время президентских выборов в 2004 году.
В 2005 году непродолжительное время работал у депутата Парламента Великобритании Хамфри Малинса.
Во время президентских выборов в США в 2012 году выступал в качестве эксперта на телеканалах BBC и Sky News. В 2014 году стал выступать в качестве эксперта и комментатора на телеканалах Fox News and CNN.
С 2014 года являлся частым гостем, а с 2015 года постоянным участником телепередачи «Группа Маклахлина». Рогана связывали тесные дружеские отношения с её создателем и ведущим Джоном Маклахлином, чьим протеже он являлся. Роган одним из первых выступал на похоронах Маклахлина и продолжает поддерживать тесные отношения с семьёй покойного. В августе 2017 года на YouTube был записан и опубликован пилотный выпуск предлагаемого возрождения «Группы Маклахлина» с Роганом в качестве ведущего. 8 января 2018 года «Группа Маклахлина» возобновила работу с Роганом в качестве модератора. В отличие от предыдущего формата, в котором было четыре периодических участника, новая версия включает еженедельную смену гостя. В настоящее время шоу транслируется на телеканале WJLA-TV, местном филиале American Broadcasting Company, вещающим на большую часть Вашингтона.
В 2014—2015 годах был награждён Стимбоатским институтом председательством Тони Бланкли по общественной политике и американской исключительности. В настоящее время является бланклинским старшим научным сотрудником и членом консультационного совета нрвых лидеров Стимбоатского института.
В 2017 году стал обозревателем журнала The Washington Examiner.
Колумнист National Review и Opportunity Lives. В разное время сотрудничал со многими зарубежными СМИ.
В феврале 2024 года включен в список террористов и экстремистов Росфинмониторинга.

## Скандал со статёй про Крымский мост
15 мая 2018 года Роган опубликовал в The Washington Examiner статью озаглавленную «Украина должна взорвать Крымский мост Путина», в которой заявил, что данное сооружение представляет собой «возмутительное оскорбление» для Украины как нации, поэтому ей «стоит разрушить части моста», для того, чтобы выразить России своё несогласие с «приданием официального характера» присвоению её территории. Роган отмечал, что «к счастью, Украина располагает средствами, которые позволят нанести удар с воздуха по мосту таким образом, чтобы по крайней мере временно вывести его из строя». Он это объяснил тем, что «из-за его значительной длины украинские авиасилы могут нанести удар так, чтобы снизить риск жертв среди тех, кто движется по мосту». При этом он открыто признал, что это повлечёт за собой обострение обстановки, но считает, что оно в любом случае является неизбежным, а «США могут и должны поддерживать Украину в этом вопросе, чувствуя за спиной уверенность в своей собственной военной силе».
Посольство России в США обратилось к редакции журнала с заявлением, в котором потребовало дать объяснения, о том «насколько данный материал отражает его редакционную политику», указав на то, что «свобода слова не может служить оправданием призыва к террористическому акту и убийству людей» и напомнив, что «российское законодательство предусматривает возможность уголовного преследования лиц, выступающих с публичными призывами к осуществлению террористической деятельности, публичным оправданием терроризма, осуществляющих пропаганду терроризма».
Заместитель Руководителя Администрации Президента — Пресс-секретарь Президента Российской Федерации Д. С. Песков отметил следующее: «Это можно оценивать как безумие, я бы даже сказал, что это такое уродливое проявление некачественной журналистики, но граничащее с призывами, на которые есть смысл обратить внимание правоохранительным органам, в том числе Соединенных Штатов Америки».
Заместитель Председателя Государственной думы Федерального Собрания Российской Федерации И. А. Яровая назвала публикацию подстрекательством к совершению международного террористического акта, отдельно отметив, что это «летальная стадия свободы по-американски».
Член Совета Федерации Федерального Собрания Российской Федерации Ф. А. Клинцевич расценил призывы Рогана как носящие экстремистский и террористический характер.
Глава Керчи С. В. Бороздин в беседе с РБК высказал мнение, что Роган «или просто неадекватен, или провокатор».
Официальный представитель Следственного комитета Российской Федерации Светлана Петренко объявила, что в данной публикации Рогана «усматриваются признаки публичных призывов к осуществлению террористической деятельности на территории Российской Федерации, имеющей цель дестабилизации деятельности органов власти Российской Федерации и воздействия на принятие ими решений, то есть совершения преступления, предусмотренного ст. 205 УК РФ. В настоящее время следствием назначена комплексная психолого-лингвистическая экспертиза, проводятся иные следственные действия, направленные на установление всех обстоятельств этого преступления». Кроме того она добавила, что в отношении редактора издания проводится доследственная проверка «по факту публикации упомянутой статьи Тома Рогана».
Русская служба Би-би-си указала на то, что «Роган в своём "Твиттере" активно публикует гневные комментарии и поступающие ему угрозы, не пытаясь оправдываться. На вопрос обозревателя РИА Новости Владимира Корнилова, понимает ли он, что согласно российскому законодательству, стал террористом, Роган ответил: „Хорошо. Значит теперь я нахожусь в компании российских патриотов — таких как Алексей Навальный“».
17 мая Роган опубликовал в The Washington Examiner новую статью «Почему Путин хочет послать меня в „Чёрный дельфин“» в которой высказал своё мнение относительно поступившей критики. По его словам боты и русские ультранационалисты отставили в его микроблоге в Twitter более 60 угроз из которых не менее 40 касались его самого и примерно 20 были наппавлены на членов его семьи. Рогон высказал следующее суждение: «Сожалею ли я о своей статье? Нет, за исключением того, что я мог бы несколько яснее высказаться: [авиаудар] может и должен быть нанесён так, чтобы жертв не было... Но я настаиваю на главном пункте: если вы что-то строите на собственности другого государства без его согласия, они имеют право снести то, что вы построили» (в другом переводе — «Сожалею ли я о своей статье? Нет, хотя я мог бы более чётко написать о том, что моё предложение [разбомбить Крымский мост] могло бы быть реализовано без жертв… Я всё ещё настаиваю: если вы строите что-то на чужой территории без одобрения владельца, у него есть право уничтожить плоды вашего труда»). Он отметил, что настоящим терроризмом являются действия России на Украине, куда он включил катастрофу Boeing 777 в Донецкой области, заявив, что «я уважаю русский народ и его историю, однако у меня нет никакого уважения к режиму, представляющему угрозу». Кроме того Роган заявил, что от государственных СМИ России ему поступило много запросов об интервью, но он готов их дать лишь двум российским журналистам — Анне Политковской и Максиму Бородину, «как только Путин вернёт их из мёртвых». В то же время Роган дал интервью телеканалу «Настоящее время», где следующим образом объяснил мотивы побудившие его на написание статьи: «Причина того, что я это написал: мост построен для присвоения украинской территории. Украина — суверенное государство, и один из способов показать это — разрушить мост». А также ещё раз повторил то, что написал в первой статье: «Это можно сделать вообще без жертв».
Кроме того Роган объявил о том, что ему лично позвонил министр иностранных дел Украины П. А. Климкин, с которым он «замечательно поговорил», и который поблагодарил Рогана «за чудесную статью, которая так понравилась украинскому народу», а также высказал ему полную поддержку, включая обещание политической и правовой помощи в случае если Рогана попытаются отправить в колонию «Чёрный дельфин». Во время беседы Роган среди прочего отметил, что «в Кремле моей статьёй не очень довольны, но если твои действия вызывают негодование в Кремле, то, значит, ты занимаешься правильным делом». Однако впоследствии Климкин официально опроверг факт подобного разговора, написав на своей странице в Twitter: «Только что прочитал твит Тома Рогана. Забавно. Я никогда не говорил с этим человеком, и, откровенно говоря, статья не стоит того, чтобы ее комментировать. Не уверен, хочет ли он представить меня героем или преступником. На самом деле это не имеет значения. Похоже на еще одну провокацию России» (в другом переводе — «Почитайте твиты, это весело. Я никогда не разговаривал с этим мужчиной, а сама статья, если честно, не стоит того, чтобы её комментировать. Не знаю, хочет ли он выставить меня героем или преступником. На самом деле это неважно. Похоже, что случилась очередная российская провокация»). Позднее выяснилось, что Роган стал предметом розыгрыша со стороны пранкеров Вована и Лексуса. Сам он написал в Twitter, что «русские меня разыграли» и очередной статье «Меня разыграла российская разведка» сообщил, что «это организовали Вован и Лексус, два радиоведущих, которые действуют по приказу Кремля» и отметив, что «по стандартам Кремля они журналисты, по стандартам реальности — разведчики». Из всего произошедшего Роган сделал вывод, что следует «быть осторожным с машиной российской разведки», поскольку считает, что «она одновременно гиперагрессивная и иногда очень креативная». В свою очередь Вован подтвердил РБК, что вместе с Лексусом решили позвонить Рогану, поскольку «он оказался в центре международного скандала». По словам пранкера их заинтересовала «его очень странные заявления о подрыве моста, и мы решили пообщаться с ним и сделать выводы о его психическом здоровье», придя к выводу о том, что у Роган «психическое здоровье, может, у него в порядке, но умственные способности не очень высокие». Также Вован подтвердил, что во время разговора Роган давал советы о том, «что ещё Украине стоит разбомбить», предложив, как отметил пранкер, «разбомбить артиллерийские участки на юго-востоке России».